# Colossus Morose
Colossus Morose (englisch Mürrischer Koloss) ist eine 2015 gegründete Death- und Funeral-Doom-Band.

## Geschichte
Die Gründung von Colossus Morose ging auf die Initiative von Christoph „CJ“ Roth, unter anderem von Transnight, zurück. Inspiriert vom Winter im nördlichen Norwegen, wo Roth zu dieser Zeit lebte, beschloss der deutsche Multiinstrumentalist „seine dunkle Seite seiner Gedanken und Gefühle auszudrücken“. Hierzu ging er eine Kooperation mit dem Oral-Fistfuck-Sänger JC ein. Das Debütalbum Seclusion wurde in Norwegen aufgenommen und abgemischt und in Deutschland gemastert. Es erschien 2018 über das russische Death- und Funeral-Doom-Label Endless Winter. Rezensenten wie Stefano Cavanno von In Your Ears: Metaleyes und Matt Halsey von Doom-Metal.com bewerteten das Album mit 7.5 beziehungsweise sieben von je zehn möglichen Punkten überdurchschnittlich positiv und beschrieben es als eine gut ausgeführte Variante eines Old-School-Death-Doom. Beide hoben das Stück Six als besonders gelungen hervor.

## Stil
Colossus Morose spielt einen urtümlichen Death Doom mit Versatzstücken, insbesondere der Übernahme des Tempos, aus dem Funeral Doom und weiteren sporadischen Einflüssen aus dem Extreme- und Black-Metal. „Musikalisch“ schrieb Matt Haylay für Doom-Metal.com weise die Band „keine wirklichen Überraschungen“ auf. Was Colossus Morose spielen sei ein traditioneller Death Doom, mit einigen melodisch gespielten Leadgitarren-Passagen, und Umbrüchen in den Death Metal und in den Funeral Doom. Als zentrale Elemente werden das Riff-betonte Gitarrenspiel und der vornehmlich als Growling präsentierte Gesang wahrgenommen. Letzterer überrasche dabei mit gelegentlichen Pig Squeals.

## Diskografie
- 2018: Seclusion (Album, Endless Winter)